# Schizaspidia emersoni
Schizaspidia emersoni är en stekelart som först beskrevs av Girault 1915.  Schizaspidia emersoni ingår i släktet Schizaspidia och familjen Eucharitidae. Inga underarter finns listade i Catalogue of Life.